# Rutstroemia sydowiana
Rutstroemia sydowiana är en svampart som först beskrevs av Rehm, och fick sitt nu gällande namn av W.L. White 1941. Rutstroemia sydowiana ingår i släktet Rutstroemia och familjen Rutstroemiaceae.  Arten är reproducerande i Sverige. Inga underarter finns listade i Catalogue of Life.